# Pouvoir discrétionnaire en droit administratif français
Le pouvoir discrétionnaire en droit administratif français, qui s'oppose à la compétence liée, désigne le pouvoir de l'administration d'agir, de s'abstenir ou de décider avec une marge plus ou moins grande de liberté, en fonction d'une appréciation d'opportunité. Ce pouvoir discrétionnaire n'est pas un pouvoir arbitraire dans la mesure où l'administration, même dans son exercice, demeure soumise au principe de légalité, sa marge de manœuvre ne permettant qu'un nombre plus ou moins large de choix entre des mesures et comportements légaux.

## Fondements du pouvoir discrétionnaire de l'administration
La liberté de choisir entre des mesures légales ou l'imposition d'un choix en réponse à une situation sont données par un cadre législatif, et en cas de silence des textes, par un cadre jurisprudentiel, en évolution. 
Lorsque le législateur — ou le gouvernement — entend accorder un pouvoir discrétionnaire à l'administration, il emploiera le verbe « pouvoir » ; à l'inverse, il utilisera le verbe « devoir », auquel cas la compétence de l'administration sera « liée » au texte. 

## Étendue du contrôle juridictionnel de l'exercice du pouvoir discrétionnaire
Le pouvoir discrétionnaire est soumis traditionnellement au contrôle de légalité interne et externe, car il est soumis aux obligations essentielles de la légalité, mais le contrôle de la qualification juridique des faits ne sera pas effectué, car le juge n'a pas à se poser la question : il s'agit d'un contrôle restreint. 
Si le juge s'est longtemps borné à ne rechercher dans le contrôle restreint que les erreurs de droits, de fait, les détournement de pouvoir, il a également introduit un contrôle minimum s'étendant sur tous les actes administratifs même ceux relevant du pouvoir discrétionnaire, par le biais du contrôle de proportionnalité et de l'erreur manifeste d'appréciation.

### Erreur manifeste d'appréciation
La notion apparaît avec l'arrêt de section du Conseil d’État du 15 février 1961, Lagrange, à l'occasion d'un contentieux relatif à une équivalence d'emploi : le juge peut sanctionner une erreur manifeste d'appréciation des faits ou d'une mesure.
Selon la définition du commissaire du gouvernement Braibant sous CE, 1970, Lambert, l'erreur manifeste d'appréciation est une « erreur évidente, invoquée par les parties, reconnue par le juge et qui ne fait aucun doute pour un esprit éclairé ».

### Contrôle de proportionnalité
Le contrôle de proportionnalité apparaît avec l'arrêt du 19 mai 1933, Benjamin, relatif au contrôle des mesures de police administrative.
Le Conseil d'État a introduit ce deuxième type de contrôle dans le cadre du pouvoir discrétionnaire de l'administration, aux côtés du contrôle de l'erreur manifeste d'appréciation, par le biais de l'arrêt d'assemblée (CE Ville Nouvelle de Lille Est du 28 mai 1971).
Ce contrôle, aussi nommé bilan-coût/avantage, implique que le juge effectue un rapport entre les effets positifs et négatifs de l'action de l'administration, pour déterminer si celle-ci a outrepassé ses prérogatives ou non.
Le contrôle de proportionnalité provient notamment de la jurisprudence en matière d'expropriation (du fait de l'atteinte au droit de propriété, qui implique un contrôle poussé de la part du juge judiciaire dans ce cas, appelé juge de l'expropriation), et a été étendu à des domaines comme la police des étrangers.
Trois contrôles en sont issus :
- le contrôle « minimum-minimorum » : il est exercé en matière d'exactitude matérielle des faits, de l'erreur de droit et du détournement de pouvoir.
- le contrôle minimum : il réunit les trois critères cités ci-dessus et s'y ajoute l'erreur manifeste d'appréciation (abrégée en EMA).
- le contrôle normal : on contrôle l'adéquation des faits que l'on en tire.